# International økonomi
International økonomi er den gren af den økonomiske videnskab, der beskæftiger sig med transaktioner mellem personer og institutioner i forskellige lande. Disciplinen beskæftiger sig med virkningerne på den økonomiske aktivitet af internationale forskelle i ressourcer, produktionsteknologi og forbrugerpræferencer. Den forsøger at forklare mønstrene og konsekvenserne af interaktioner mellem indbyggerne i forskellige lande inklusive international handel, investering og migration.

## Underdiscipliner
- International handel (ofte blot kaldt handelsteori) undersøger handelsmønstre for varer og tjenester over internationale grænser ud fra faktorer som udbud og efterspørgsel, økonomisk integration, internationale bevægelser af arbejdskraft og kapital og økonomisk politik som toldsatser og importkvoter.[1]
- International finansiering undersøger kapitalbevægelser på de internationale markeder og virkningerne heraf på valutakurserne.[2]
- International monetær økonomi undersøger penge- og makroøkonomiske bevægelser mellem lande. Det kan f.eks. være virkningerne af under- og overskud på betalingsbalancen.[3]
- International politisk økonomi undersøger problemstillinger forbundet med internationale konflikter, internationale forhandlinger og aftaler, økonomisk nationalisme og de økonomiske konsekvenser af nationale sikkerhedsspørgsmål (f.eks. forsyningssikkerhed).

### Handelsteori
Den internationale handelsteori opdeles ofte i klassisk og moderne handelsteori.

#### Klassisk handelsteori
Klassisk handelsteori bygger i høj grad på traditionen fra David Ricardo, der udviklede teorien om komparative fordele: Ethvert land har en komparativ fordel i at producere nogle varer i forhold til andre. Forskellige lande vil derfor have en gensidig fordel i at kunne handle med hinanden, så de kan producere og eksportere de varer, de har en komparativ fordel i produktionen af, og i stedet importere de varer, hvor de har en komparativ ulempe.
Klassisk handelsteori er i vidt omfang bygget op omkring fire klassiske teoremer. Det mest kendte er nok Heckscher-Ohlin-teoremet. De tre øvrige kendte teoremer er Stolper-Samuelsen-teoremet, faktorprisudligningsteoremet og Rybczynski-teoremet.
Et vigtigt emne for analyserne i klassisk handelsteori er konsekvenserne af handelspolitik i form af told, importkvoter o.l. Restriktioner på den internationale handel er i klassisk handelsteori altid forbundet med et efficienstab, fordi de forhindrer landene i at udnytte deres komparative fordele.

#### Moderne handelsteori
Moderne handelsteori bliver normalt knyttet sammen med Nobelpristageren Paul Krugmans navn. Han udviklede i 1980'erne teorier om, hvilke handelsmønstre der kan opstå, når virksomheder kan udnytte stordriftsfordele, og der som følge heraf, i modsætning til antagelsen i den klassiske handelsteori, ikke er fuldkommen konkurrence på markederne.
I moderne handelsteori er effekterne af handelspolitik ikke helt så utvetydige; det vil dog stadigvæk i mange situationer være problematisk at sætte hindringer i vejen for frihandel.

### International finansiering
International finansiering beskæftiger sig ikke mindst med internationale kapitalbevægelser og konsekvenserne af dem, ikke mindst for valutakurser. Et hovedemne er betydningen af faste i forhold til flydende valutakurser, hvor situationen for de vestlige lande har gennemgået en fundamental forandring siden 2. verdenskrig. Indtil starten af 1970'erne var Bretton Woods-systemet med faste valutakurser dominerende; men siden dets opløsning i starten af 1970'erne er flydende valutakurser blevet den almindelige situation for næsten alle valutaområder. Danmark er således p.t. det eneste OECD-medlem, der opretholder en fastkurspolitik.

### International finansiel stabilitet
Siden depressionen i 1930'erne har økonom og beslutningstagere været klar over, at økonomiske og finansielle kriser hurtigt kan smitte på tværs af landegrænser. I dag er de internationale finansmarkeder meget tæt forbundne. I internationalt samarbejde er der derfor fokus på at skabe institutioner, der kan virke stabiliserende. Organisationer som IMF er et eksempel på sådanne ønsker. Det samme er Basel-komiteen, der forsøger at skabe accepterede internationale finansielle regelsæt som Basel II og Basel III.

### Migration af arbejdskraft
Mens international finansiel økonomi handler om kapitalbevægelser, beskæftiger en anden gren sig med internationale bevægelser af den anden dominerende produktionsfaktor, arbejdskraft - dvs. konsekvenserne af migration mellem lande. Et enkelt økonomisk ræsonnement tilsiger, at internationale arbejdskraftbevægelser bør resultere i en stigning i den samlede samfundsøkonomiske effektivitet, fordi den typisk vil flytte arbejdskraft fra et sted, hvor dens produktivitet er relativt lav, til et område, hvor produktiviteten er højere. Der kan dog være klare politiske omkostninger ved større migrationsstrømme. Modsat den internationale udveksling af varer og kapital, hvor udviklingen i de vestlige lande er gået i retning af en stadig liberalisering, har det siden starten af 1970'erne været en almindelig politisk holdning i de vestlige lande at begrænse den fri bevægelighed af arbejdskraft mellem landene.

### Globalisering
Begrebet globalisering bruges i forskellige betydninger. I økonomisk henseende henviser det til en udvikling i retning af helt frie bevægelser af kapital, arbejdskraft, varer og tjenester mellem landene, sådan at verdensøkonomien er på vej mod fuldstændig integration. Udviklingen skyldes nedbrydelse af politisk fastsatte barrierer og lavere omkostninger til transport og kommunikation - international handel bliver simpelthen billigere med tiden. Bevægelsen har indtil nu været stærkest på de finansielle markeder, hvor globaliseringen anses for at være blevet tredoblet siden 1970'erne. Ifølge nyere forskning har processen forbedret den internationale risikodeling, men kun i de udviklede lande, mens den i flere udviklingslande har forøget den makroøkonomiske volatilitet. Globaliseringen menes at medføre en netto-effektivitetsgevinst på globalt plan, men med både vindere og tabere.